# Смира
Смира (алб. Smirë) је насеље у општини Витина на Косову и Метохији. Атар насеља се налази на територији катастарске општине Смира површине 1.724 ha. У подножју Скопске Црне Горе, недалеко од Витине, налази се село Смира. Село се први пут помиње 1308. године, у повељи српског краља Стефана Милутина, којом је Смира приложена хиландарском пиргу Хрусија на Светој гори. „Храм Вазнесења“ или цркву Спасову подигао је грачанички и новобрдски митрополит Никанор средином 16. века. Ктитор је својој задужбини даровао неколико рукописних књига и типик, као и сребром оковани дуборезни крст са натписом. Друга црква у Смири била је посвећена Св. Симеону Мироточивом. У селу је постојала још једна црква, која је сасвим порушена. Данас се на џамији у Смири налази узидана камена плоча са ћирилским текстом, која је свакако донета са једне од ових цркава.

## Демографија
Насеље има албанску етничку већину.
Број становника на пописима:
- попис становништва 1948. године: 1.249
- попис становништва 1953. године: 1.429
- попис становништва 1961. године: 1.515
- попис становништва 1971. године: 1.895
- попис становништва 1981. године: 2.410
- попис становништва 1991. године: 2.910